# Elmar Junker
Elmar Junker (* 1962 im Hunsrück) ist ein deutscher Physiker, Astronom und Hochschullehrer.

## Ausbildung
Junker studierte Physik und Astronomie an der Rheinischen Friedrich-Wilhelms-Universität Bonn. Er promovierte 1991 mit einer Arbeit zum Thema Dynamische Zerstäubung und Ionisation organischer Moleküle durch keV-Teilchenbeschuss im Bereich des Phasenübergangs flüssig/fest.

## Beruf
Junker arbeitete 12 Jahre als Industriephysiker in Hessen, Dänemark und Bayern. Seit 2003 ist er Professor für Physik und Bauphysik an der Technischen Hochschule Rosenheim und seit 2005 Leiter der Sternwarte Rosenheim.

## Vorlesungen
Junkers Spezialität sind interaktive Vorlesungen. Er entwickelte spezielle Online-Tests, die die Studenten in den Tagen vor der Vorlesung abarbeiten müssen und die von Junker zeitnah korrigiert werden. So sichert Junker, dass die Studenten gut vorbereitet in die Vorlesung kommen. Die Vorlesung selbst wird immer wieder durch Fragen unterbrochen, die die Studenten mit einem „Klicker“ beantworten müssen. Die Ergebnisse werden an die Tafel projiziert und diskutiert.
Junker hält Vorlesungen in den Bereichen Angewandte Physik, Grundlagen der Bauphysik und Einführung in die Astronomie. Er betreut die Arbeiten im Physikalisches Praktikum und in der Sternwarte.

## Forschungsinteressen und Engagement
Junker interessiert sich besonders für interaktive Lehrmethoden, mit deren Hilfe er die Leistungen der Studentinnen und Studenten in Mathematik und Physik verbessern möchte. Dazu hat er zusammen mit anderen Professorinnen und Professoren das Projekt PRO-Aktjv: Physik und Mathematik in Rosenheim – Aktiv und kontinuierlich just-in-time verstehen von 2016 bis 2022 durchgeführt. In diesem Projekt wurden verschiedenste Methoden des interaktiven Lernens und Lehrens entwickelt und ausprobiert. Junker leitet den Fachdidaktikarbeitskreis Mathematik/Physik am Zentrum für Hochschuldidaktik.
Junker organisiert das öffentliche Astronomische Kolloquium der Sternwarte Rosenheim. Die dort stattfindenden Vorträge werden seit 2017 bei Urknall, Weltall und das Leben veröffentlicht und einem breiten Publikum zugänglich gemacht.

## Preise und Anerkennung
Junker erhielt 2010 den Rosenheimer Lehrpreis, 2017 den Rosenheimer Lehrpreis für innovative Didaktik und 2017 den Ars legendi-Fakultätenpreis Physik für hervorragende Lehrtätigkeit.

## Familie
Junker ist verheiratet.

## Veröffentlichungen (Auswahl)
Junker gibt den Astro-Newsletter der Sternwarte Rosenheim heraus. Er erscheint im Durchschnitt 10 mal pro Jahr. Bisher (2024) sind 191 Exemplare erschienen. In diesem Newsletter veröffentlicht Junker Informationen über astronomische Höhepunkte, zu astronomischen Vorträgen und zu Neuigkeiten über die Sternwarte Rosenheim. Der Newsletter ist kostenlos, wird per E-Mail versandt und kann von jedermann abonniert werden. Auch die früheren Exemplare stehen online zum Download zur Verfügung.
- Franziska Graupner, Elmar Junker, Silke Stanzel: Der Einfluss aktivierender Lehrmethoden auf die Prüfungsperformance in Physik, Technische Hochschule Rosenheim, 2019 online als PDF
- Elmar Junker, Claudia Schäfle, Silke Stanzel, Michaela Weber, Franziska Graupner: Transforming Traditional to Interactive Teaching, Technische Hochschule Rosenheim, 2019 online als PDF
- Silke Stanzel, Claudia Schäfle, Elmar Junker: Impact of Interactive Teaching Methods on Heterogeneity, Technische Hochschule Rosenheim, 2019 online als PDF
- Claudia Schäfle, Silke Stanzel, Elmar Junker: Vom Hör-Saal zum Aktiv-Saal, Technische Hochschule Rosenheim, 2019 online als PDF
- Claudia Schäfle, Silke Stanzel, Elmar Junker, Manuela Zimmermann: Aktivierende und konzeptorientierte Lehrmethoden in Didaktik-Nachrichten, 2017 online als PDF
- Elmar Junker, Claudia Schäfle, Silke Stanzel: Die Heterogenität der Studienanfänger in den Ingenieurstudiengängen: Messungen mit dem „Force Concept Inventory“ in Didaktik-Nachrichten, 2017 online als PDF
- Silke Stanzel, Elmar Junker, Claudia Schäfle: Lernzuwachs in Mechanik: Messungen mit dem „Force Concept Inventory“ in Didaktik-Nachrichten, 2017 online als PDF
- Manuela Zimmermann, Elmar Junker, Ulrike Keller:2016-02: Gut kombiniert – Gut vorbereitet!, 2016, 5. Konferenz „Inverted Classroom and Beyond“ der FH St. Pölten online als PDF